# Liste der Kulturdenkmäler in Schönborn (Frielendorf)
Die folgende Liste enthält die in der Denkmaltopographie ausgewiesenen Kulturdenkmäler auf dem Gebiet des Ortsteils Schönborn der Gemeinde Frielendorf, Schwalm-Eder-Kreis, Hessen.
Hinweis: Die Reihenfolge der Denkmäler in dieser Liste orientiert sich an der Anschrift, alternativ ist sie auch nach der Bezeichnung oder der Bauzeit sortierbar.
Kulturdenkmäler werden fortlaufend im Denkmalverzeichnis des Landes Hessen durch das Landesamt für Denkmalpflege Hessen auf Basis des Hessischen Denkmalschutzgesetzes (HDSchG) geführt. Die Schutzwürdigkeit eines Kulturdenkmals hängt nicht von der Eintragung in das Denkmalverzeichnis des Landes Hessen oder der Veröffentlichung in der Denkmaltopographie ab.

| Bild                                    | Bezeichnung                             | Lage                                           | Beschreibung | Bauzeit                | Daten |
| --------------------------------------- | --------------------------------------- | ---------------------------------------------- | --- | ---------------------- | ----- |
| Gemeindebackhaus Schönborn              | Gemeindebackhaus Schönborn              | Ahlenweg 2 LageFlur: 2, Flurstück: 9           | Das ehemalige Gemeindebackhaus ist ein einstöckiges Haus aus regelmäßigem Fachwerk über Bruchsteinsockel.                                              | 1836                   |       |
| Wohnwirtschaftsgebäude Buchholzstraße 7 | Wohnwirtschaftsgebäude Buchholzstraße 7 | Buchholzstraße 7 LageFlur: 2, Flurstück: 30    | Zweigeschossiges Fachwerkwohnhaus. Durch eine Brandmauer ist es baulich vom Wirtschaftsanbau des späten 19. Jahrhunderts mit Stall und Tenne getrennt. | frühes 19. Jahrhundert |       |
| Ernhaus Buchholzstraße 8                | Ernhaus Buchholzstraße 8                | Buchholzstraße 8 LageFlur: 2, Flurstück: 21/2  | | 1824                   |       |
| Ernhaus Buchholzstraße 11               | Ernhaus Buchholzstraße 11               | Buchholzstraße 11 LageFlur: 2, Flurstück: 35/1 | | um 1800                |       |
| Ernhaus Buchholzstraße 19               | Ernhaus Buchholzstraße 19               | Buchholzstraße 19 LageFlur: 2, Flurstück: 44/7 | | 1764                   |       |
| Winkelhof Buchholzstraße 25             | Winkelhof Buchholzstraße 25             | Buchholzstraße 25 LageFlur: 2, Flurstück: 52/2 | | 1817                   |       |
| Ernhaus Buchholzstraße 26               | Ernhaus Buchholzstraße 26               | Buchholzstraße 26 LageFlur: 2, Flurstück: 3/2  | | 1806                   |       |